# On Through the Night
On Through the Night ist das Debütalbum der britischen Hardrock-Band Def Leppard. Das Album wurde in den USA mit einer Platinschallplatte ausgezeichnet.

## Hintergrund
Der Band war es mit einer selbstproduzierten EP und der Unterstützung des britischen Musikmagazins Sounds gelungen, einen Plattenvertrag bei Vertigo Records zu bekommen. Bereits im Herbst 1979, und damit noch vor Beginn der Aufnahmen zum Album, bekam die Gruppe die Gelegenheit, im Vorprogramm von Sammy Hagar auf Tournee zu gehen. Sie veröffentlichte kurz darauf die Single Wasted und bekam die Chance, als Vorgruppe von AC/DC an der Highway to Hell-Tour teilzunehmen, bei der sie auch ihren zukünftigen Manager, Peter Mensch, kennenlernte.
Unter Anleitung des Produzenten Tom Allom, der unter anderem auch für Judas Priest tätig war, nahm die Gruppe im Dezember 1979 ihr Debütalbum in den Startling Studios in Ascot (Berkshire) auf. Es wurde am 14. März 1980 veröffentlicht, Hello America wurde als zweite Single ausgekoppelt.
Der „Titelsong“ On Through The Night befand sich jedoch nicht auf diesem Album, sondern wurde auf High ’n’ Dry nachgereicht.

## Titelliste
1. Rock Brigade (Rick Savage, Joe Elliott) – 3:09
2. Hello America (Savage, Steve Clark, Elliott) – 3:27
3. Sorrow Is a Woman (Savage, Clark, Pete Willis, Elliott) – 3:54
4. It Could Be You (Willis, Elliott) – 2:33
5. Satellite (Willis, Elliott) – 4:28
6. When the Walls Came Tumbling Down (Clark, Elliott, Andrew Smith) – 4:44
7. Wasted (Clark, Elliott) – 3:45
8. Rocks Off (Willis, Savage, Clark, Elliott) – 3:42
9. It Don’t Matter (Willis, Elliott, Clark) – 3:21
10. Answer to the Master (Willis, Elliott, Clark) – 3:13
11. Overture (Savage, Clark, Willis, Elliott) – 7:44

## Rezeption
Der Rezensent Steven Huey von Allmusic schrieb, das Album habe die Band als „eine der führenden Gruppen der New Wave of British Heavy Metal“ etabliert. Obwohl die Gruppe die „dichte, kontrollierte Attacke andere Bands wie Judas Priest und Iron Maiden“ besessen habe, sei sie doch nicht an den „fantastischen, bedrohlichen und manchmal gruseligen Themen“ dieser Gruppen interessiert gewesen. Stattdessen biete das Album eine „Sammlung von Hardrock-Hymnen für die Arbeiterklasse“, die mit den „großen glitzernden Hooks des Glam Rock“ aufwarteten. Es möge dem Album zwar an der „detaillierten Produktion und dem Pop-orientierten Songwriting“ späterer Veröffentlichungen mangeln, es sei aber „zweifellos das härteste Album“ der Band.
Am 18. November 1983 wurde On Through the Night von der Recording Industry Association of America (RIAA) mit einer Goldenen Schallplatte ausgezeichnet; sechs Jahre später, am 9. Mai 1989, folgte die Auszeichnung mit Platin.